# Контрогуэрра
Контрогуэрра (итал. Controguerra) — коммуна в Италии, расположена в регионе Абруццо, подчиняется административному центру Терамо.
Население составляет 2480 человек, плотность населения составляет 113 чел./км². Занимает площадь 22 км². Почтовый индекс — 64010. Телефонный код — 0861.
Покровителем населённого пункта считается Бенедикт Нурсийский.